# Intérieur jaune et bleu
Intérieur jaune et bleu est un tableau réalisé par le peintre français Henri Matisse en 1946 à Vence, dans les Alpes-Maritimes. Partie de sa série dite des Intérieurs de Vence, cette huile sur toile représente un intérieur dont les contours décorent un fond jaune que rognent deux rectangles bleus dans des coins opposés de la composition. On y remarque quatre citrons posés sur une surface où la perspective diffère de celle à laquelle est soumis le dessus d'un guéridon placé derrière elle, et qui accueille notamment un vase vide, à côté d'une chaise au design travaillé. Achetée par l'État en 1947, l'œuvre est conservée au musée national d'Art moderne, à Paris.